# هیمش پاتل
هیمش جیتندرا پاتل (زاده ۱۳ اکتبر ۱۹۹۰) یک هنرپیشه، موسیقی‌دان و خواننده بریتانیایی است. او کار خود را با ایفای نقش تمور مسعود در سریال بی بی سی ایست‌اندرز (۲۰۰۷-۲۰۱۶) آغاز کرد. پس از آن نقش‌هایی در سریال طنز لعنتی کانال ۴ (۲۰۱۶–۲۰۱۸) و فیلم‌های دیروز (۲۰۱۹)، تنت (۲۰۲۰) و آدم‌های حریص (۲۰۲۳) بازی کرد.
در سال ۲۰۲۱ پاتل در مینی‌سریال ایستگاه یازده از اچ‌بی‌اوبازی کرد و نامزد دریافت جایزه امی برای بهترین بازیگر نقش اول در یک سریال یا فیلم محدود شد. در همان سال، او همچنین در فیلم آدام مک‌کی از نتفلیکس، بالا رو نگاه نکن، بازی کرد و نامزد ایزه انجمن بازیگران سینما برای نامزدی بازیگران برجسته در یک فیلم سینمایی دریافت کرد.

## اوایل زندگی
پاتل در ۱۳ اکتبر ۱۹۹۰ در ساوتری، کمبریج‌شر متولد شد.  پدر و مادر او هر دو گجراتی هندی هستند. مادرش در زامبیا و پدرش در کنیا به دنیا آمدند. او با صحبت گجراتی بزرگ شد. 
پاتل در مدرسه پرنس ویلیام در اوندل، نورث‌همپتون‌شایر تحصیل کرد. از کودکی شروع به جعل شخصیت‌های مورد علاقه‌اش در تلویزیون و سینما کرد. هنگامی که او ۱۱ ساله بود، برای بازی در یک نمایش مدرسه، این زندگی توست، بابا نوئل، در نقش مایکل آسپل انتخاب شد.  به پیشنهاد یک معلم، والدینش سپس او را در یک گروه تئاتر محلی، تئاتر جوانان کلیدی در پیتربورو ثبت‌نام کردند.  بعداً به عضویت کمپانی بازیگران جوان در کمبریج درآمد و در آنجا کلاس‌های فیلم را نیز گذراند. او به کلاس‌های پیانو رفت و برای خود یک گیتار الکتریک خرید و در  سالگی نواختن را آموخت.
والدین او یک مغازه روزنامه فروشی در کمبریج‌شر داشتند. پاتل تا ۲۱ سالگی به کار تحویل روزنامه مشغول بود.

## حرفه

### ایست‌اندرز
زمانی که پاتل ۱۶ ساله بود، در روز آزمون گواهی عمومی آموزش ثانوی تماسی دریافت کرد که می‌گفت او از طریق آژانسی در کمپانی بازیگران جوان، یک تست بازیگری برای سریال بریتانیایی ایست‌اندرز دریافت کرده است. او آخرین امتحان خود را به پایان رساند و از والدینش خواست که او را هر چه زودتر به امتحانش برسانند. پس از اولین تست بازیگری او، دستیار بازیگری او را دید که بیرون اتاق تست منتظر بود و از او خواست که برای مدیر بازیگران بخواند. پاتل در نقش تمور مسعود برنده شد و در ۱ اکتبر ۲۰۰۷ اولین حضورش در ایست‌اندرز بود. در سال ۲۰۱۱ پاتل و مریل فرناندز برنده جایزه اینساد سواپ برای بهترین مراسم عروسی شدند.